# Абд-аль-Карим
Абд-аль-Карим I (бл. д/н — 1681) — засновник султанату Вадаї, 1-й колак (правитель) в 1635—1681 роках.

## Життєпис
Походження достеменно невідомо. За легендою, що поширювався був нащадком Сахіха, сина Абдаллаха ібн Аббаса, стриєчного брата пророка Мухаммеда. Тобто зараховував себе до Аббасидів. Втім це є достеменним фактом, напевне його вигадано для виправдання панування.
Більш імовірно, що був нащадком шейхів одного з арабських племен, що вXV ст. переселилося до регіону Дарфур. Деякий час знаходилося під владою володарів Тунджурської держави. З часом підкорила етнічну групу маба.
Абд-аль-Карим почав діяти у 1611 року, можливо, тоді став шейхом. Протягом 20 років він об'єднав арабів і маба, після чого виступив проти танджуру. 1635 року зумів домогтися незалежності. Столицею зробив місто Уара (Вара).
Прийняв титул кам каллак або колак, що з мови маба перекладається як «великий». Також взяв собі традиційний арабоісламський титул емір аль-мумінін (правитель правовірних). Зміцнив свою владу, одружившись з Мейрамою Аїшею, донькою Дауда, володаря Тунджура. Невдовзі уклав шлюби з представницями місцевих племен махамід та бені-халба.
Водночас з самого початку вимушен був боротися проти Дарфурського султаната й держави Багірмі. Попри численні повстання зрештою мусив визнати зверхність цих обох. Помер 1681 року. Йому спадкував син Якуб Арус.